# 45-я пехотная дивизия (Российская империя)
45-я пехотная дивизия — пехотное соединение в составе Русской императорской армии.
С 1910 года входила в состав 16-го армейского корпуса. Штаб дивизии располагался с 1903 года в городе Рига Лифляндской губернии, с 1910 года по 1914 год в городе Пенза Пензенской губернии. Расформирована в 1918 году.

## История
В период с 1888 года по 1891 год все резервные кадровые батальоны ВС России были переформированы в резервные батальоны, резервные и крепостные полки, а в период с 1891 года по 1893 год из них были сформированы резервные пехотные бригады, в том числе и 45-я пехотная резервная бригада.
1 января 1898 года 45-я пехотная резервная бригада развёрнута в пехотную дивизию с тем же войсковым номером. В соответствии с расписанием на 1900 год 45 пд входила в состав XX армейского корпуса (штаб-квартира XX ак — город Рига).
C 1910 года дивизия входила в состав 16-го армейского корпуса и была расквартирована в городе Пенза (территория Казанского военного округа).
2 августа 1914 года 16-й армейский корпус вошёл в состав 4-й армии (Юго-Западный фронт).
30 августа 1914 года приказом главнокомандующего Юго-Западного фронта генерал-адъютанта Н. И. Иванова 45-я пехотная дивизия с артиллерийской бригадой, в составе 16-го армейского корпуса, была передана из 4-й армии в подчинение командующему 9-й армией (Юго-Западный фронт).
2 сентября 1914 года 45-я пехотная дивизия вместе со входящей в её состав 45-й артиллерийской бригадой была включена в формируемый для обороны города Варшава 27-й армейский корпус, который 12 сентября 1914 года был включён в Варшавский отряд, а 23 сентября 1914 года перешёл в оперативное подчинение командующего 2-й армией (г. Варшава, Северо-Западный фронт).
В 1914 году из кадра 45-й пехотной дивизии была сформирована второочередная 80-я пехотная дивизия, которая практически полностью состояла из жителей Пензенской губернии.
В 1916 году 45-й пехотная дивизия вошла в состав 14-го армейского корпуса и в дальнейшем воевала на Западном и Северном фронтах.

### Формирование
45-я дивизия на 2/3 состояла из солдат срочной службы и на 1/3 добиралась запасниками из Пензенской губернии.

### Участие в боевых действиях
В соответствии со «Списком воинских частей, находившихся в г. Пензе до 1 января 1915 г. и вышедших в район военных действий» из документов архивного фонда Пензенской губернской учёной архивной комиссии часть формирований 45-й пехотной дивизии (177-й, 178-й полки и 45-я артиллерийская бригада) во главе со штабом дивизии выдвинулись на Юго-Западный фронт Первой мировой войны в июле — августе 1914 года.
Боевое крещение полки приняли 10 августа 1914 года, когда начали наступление от Люблина по направлению на Перемышль. С 1914 года по 1915 год 45-я пехотная дивизия героически сражалась с германо-австрийскими войсками в ходе Галицийской битвы, Варшавско-Ивангородской операции, Ченстохово-Краковской операции, Горлицкого прорыва, Виленского сражения и Нарочского наступления. Дивизия – участница Люблин-Холмского сражения 9 – 22 июля 1915 г. и Виленской операции в августе - сентябре 1915 г.
Русский публицист, военный историк А. А. Керсновский в своей работе «Истории Русской армии» отмечал: «Отлично сражались и полки 45-й дивизии. Красник, Люблин, Ивангород, Кельцы, а после Нижний Сан, холмское побоище, Меченица под Вильной и нарочская Голгофа были почётным и трудным уделом этого корпуса».

## Состав

### 1900 год (штаб-квартира)
- управление (г. Рига)
- 1-я бригада (г. Либава)
  - 177-й пехотный Изборский полк (г. Рига)
  - 178-й пехотный Венденский полк (г. Либава)
- 2-я бригада (г. Митава)
  - 179-й пехотный Усть-Двинский полк (г. Поневеж, Ковенской губ.)
  - 180-й пехотный Виндавский полк (г. Митава)
- 45-я артиллерийская бригада (г. Вилькомир, Ковенской губ.)
  - 1-й дивизион (г. Вилькомир, Ковенской губ.)
  - 2-й дивизион (м. Кейданы, Ковенской губ.)
- 45-й летучий артиллерийский парк (г. Вильна).

### 1903 год
В состав дивизии входили следующие формирования:
- 1-я бригада (Место квартирования: 1903 год — г. Либава Курляндской губернии; 1910—1914 годы — г. Пенза Пензенской губернии).
  - 177-й пехотный Изборский полк (Место квартирования: 1903—1911 годы — г. Рига Лифляндской губернии; 1911—1914 годы — Мокшанский уезд и Чембарский уезд Пензенской губернии). Полковой праздник — 6 декабря.
  - 178-й пехотный Венденский полк (Место квартирования: 1903—1911 годы — г. Либава Курляндской губернии; 1910—1914 годы — г. Пенза Пензенской губернии). Полковой праздник — 30 августа.
- 2-я бригада (Место квартирования: 1903 год — г. Митава Курляндской губернии, г. Поневеж Ковенской губернии; 1914 год — г. Сызрань Симбирской губернии, г. Саранск Пензенской губернии).
  - 179-й пехотный Усть-Двинский полк (Место квартирования: 1903 год — г. Поневеж Ковенской губернии; 1913 год — г. Сызрань Симбирской губернии). Полковой праздник — 6 декабря;
  - 180-й пехотный Виндавский полк (Место квартирования: 1902—1910 годы — г. Митава Курляндской губернии; 1910—1914 годы — г. Саранск Пензенской губернии). Полковой праздник — 20 июля.
- 45-я артиллерийская бригада (Место квартирования: до 1910 года — г. Вилькомир Ковенской губернии; 1910—1914 годы — г. Пенза Пензенской губернии).

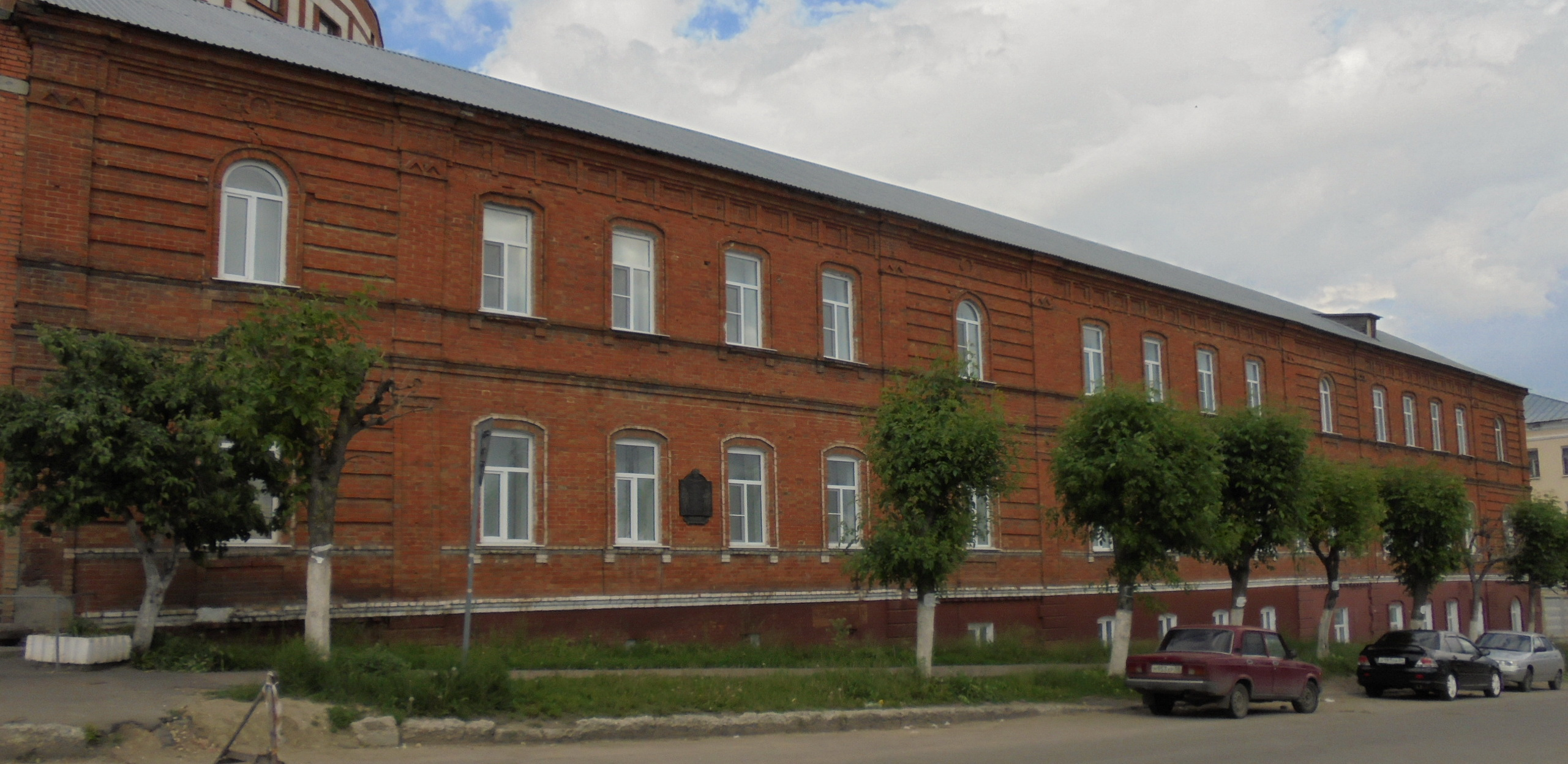
г. Пенза. Здание, в котором размещались воинские подразделения 45-й пехотной дивизии в 1910—1914 гг. (ныне — Институт военного обучения ПГУ)

## Квартирование в Пензенской губернии
Штаб 45-й пехотной дивизии располагался по адресу: город Пенза, улица Пешая (ныне — улица Богданова), дом Мясоедова. Это здание до наших дней не сохранилось.
45-я артиллерийская бригада дивизии была размещена в помещениях для запасов резервных полков.
По данным «Плана существующего расположения губернского города Пензы», изданного на рубеже 1900—1910-х гг. в начале Поперечно-Покровской улицы (ныне улица Чкалова г. Пензы) под номером «59» значились военные казармы и склады. Данное местоположение соотносится с современным, где ныне расположено здание Института военного обучения Пензенского государственного университета (корпус № 2, расположенный на перекрёстке улицы Маршала Крылова и улицы Чкалова; здание расположено сразу после здания по ул. Чкалова, 57, то есть в досоветский период оно имело адрес ул. Поперечно-Покровская, 59; в настоящее время его адрес соответствует адресу главного корпуса Пензенского государственного университета — ул. Красная, 40, хотя улица Красная и расположена в другом месте города) и здание общежития университета (ул. Маршала Крылова, 2-б). Таким образом, именно в здании современного Института военного обучения Пензенского государственного университета, построенном в конце XIX — начале XX веков, и размещались военные казармы для квартирования подразделений 45-й пехотной дивизии, а на месте бывших складов ныне находится здание общежития Пензенского государственного университета.

## Командование дивизии
(Командующий в дореволюционной терминологии означал временно исполняющего обязанности начальника или командира. Должности начальника дивизии соответствовал чин генерал-лейтенанта, и при назначении на эту должность генерал-майоров они оставались командующими до момента своего производства в генерал-лейтенанты).

### Начальники дивизии
- 01.01.1898 — 08.04.1904 — генерал-лейтенант Савицкий, Людвиг Фёдорович
- 02.05.1904 — 17.01.1906 — генерал-лейтенант фон Поппен, Георгий Васильевич
- 17.01.1906 — 26.10.1907 — генерал-майор (с 06.12.1906 генерал-лейтенант) Иевреинов, Александр Иоасафович
- 02.11.1907 — 08.11.1908 — генерал-лейтенант Елита фон Вольский, Константин Адольфович
- 11.11.1908 — 02.05.1910 — генерал-лейтенант Саввич, Павел Сергеевич
- 24.05.1910 — 05.09.1914 — генерал-лейтенант Гершельман, Иван Романович
- 27.09.1914 — 24.01.1916 — генерал-майор Свиты Е. И. В. (с 30.09.1915 генерал-лейтенант) Николаев, Павел Тимофеевич
- 25.02.1916 — 07.12.1916 — генерал-лейтенант Барановский, Лев Степанович
- 13.12.1916 — 20.05.1917 — командующий генерал-майор Рычков, Вениамин Вениаминович
- 03.06.1917 — хх.хх.хххх — командующий генерал-майор Вихирев, Александр Александрович

### Начальники штаба дивизии
- 25.01.1898 — 03.02.1903 — полковник фон Торклус, Фёдор-Эмилий-Карл Иванович
- 03.03.1903 — 31.10.1903 — полковник Юзефович, Феликс Доминикович
- 09.11.1903 — 07.03.1908 — подполковник (с 28.03.1904 полковник) Милоданович, Евгений Александрович
- 06.04.1908 — 24.03.1910 — полковник Григоров, Александр Михайлович
- 02.04.1910 — 13.11.1914 — полковник Рустанович, Василий Арсеньевич
- 20.12.1914 — 16.07.1916 — и. д. полковник Родкевич, Николай Николаевич
- 22.08.1916 — 01.02.1917 — генерал-майор Тихменёв, Юрий Михайлович
- 08.02.1917 — хх.хх.хххх — полковник Котельников, Александр Андреевич

### Командиры 1-й бригады
После начала Первой мировой войны в дивизии была оставлена должность только одного бригадного командира, именовавшегося командиром бригады 45-й пехотной дивизии.
- 14.01.1898 — 16.03.1903 — генерал-майор Ямщиков, Александр Александрович
- 16.03.1903 — 28.07.1906 — генерал-майор Непенин, Пётр Владимирович
- 01.08.1906 — 06.10.1906 — генерал-майор фон Торклус, Фёдор-Эмилий-Карл Иванович
- 06.10.1906 — 31.01.1907 — генерал-майор Юнчис, Андрей Иванович
- 19.02.1907 — 12.11.1907 — генерал-майор Солонина, Владимир Константинович
- 12.11.1907 — 11.12.1908 — генерал-майор Карлевич, Александр Львович
- 11.12.1908 — 07.01.1909 — генерал-майор Чижов, Михаил Иванович
- 15.01.1909 — 29.07.1914 — генерал-майор Витвицкий, Николай Карлович
- 26.09.1914 — 09.11.1914 — генерал-майор Беляев, Владимир Васильевич
- 27.11.1914 — 07.04.1916 — командующий генерал-лейтенант Словачинский, Адам Иванович
- 07.04.1916 — 29.01.1917 — генерал-майор Иванов, Фёдор Матвеевич
- 13.02.1917 — 26.05.1917 — генерал-майор Нечволодов, Михаил Дмитриевич
- 26.05.1917 — хх.хх.хххх — полковник (с 27.08.1917 генерал-майор) Крейдтнер, Густав Александрович

### Командиры 2-й бригады
- 14.01.1898 — 09.01.1902 — генерал-майор Фёдоров, Степан Алексеевич
- 02.02.1902 — 16.04.1906 — генерал-майор Хорунженков, Александр Александрович
- 16.04.1906 — 06.10.1906 — генерал-майор Юнчис, Андрей Иванович
- 02.11.1906 — 20.02.1912 — генерал-майор Штегельман, Михаил Иванович
- 03.03.1912 — 22.01.1913 — генерал-майор Эггерт, Виктор Викторович
- 27.01.1913 — 05.09.1914 — генерал-майор Гордеев, Иван Иванович
- 30.09.1914 — 19.01.1915 — генерал-майор Розанов, Сергей Николаевич

### Командиры 45-й артиллерийской бригады
- 01.10.1897 — 17.07.1900 — генерал-майор Бобриков, Елеазар Степанович
- 17.07.1900 — 09.04.1901 — генерал-майор Забусов, Николай Иванович
- 09.04.1901 — 08.05.1904 — полковник (с 06.12.1901 генерал-майор) Кованько, Николай Александрович
- 04.06.1904 — 05.11.1904 — командующий полковник Михайлов, Николай Васильевич
- 27.11.1904 — 13.08.1905 — генерал-майор Бандровский, Владимир Францевич
- 23.08.1905 — 20.05.1906 — командующий полковник Слюсаренко, Владимир Алексеевич
- 27.09.1906 — 05.12.1908 — полковник (с 31.05.1907 генерал-майор) Сулин, Михаил Ипполитович
- 16.01.1909 — 16.01.1911 — генерал-майор Сомов, Николай Сергеевич
- 16.02.1911 — 06.01.1913 — генерал-майор Мейстер, Александр Рейнгольдович
- 06.01.1913 — 09.11.1914 — генерал-майор Ярыгин, Аркадий Павлович
- 16.12.1914 — 18.02.1917 — генерал-майор Андреев, Иван Никанорович
- 18.02.1917 — 28.04.1917 — генерал-майор Лекарев, Михаил Васильевич
- 28.04.1917 — 19.06.1917 — полковник (с 30.04.1917 генерал-майор) Орловский, Николай Валентинович
- 10.07.1917 — хх.хх.хххх — полковник (с 05.11.1917 генерал-майор) Стогов, Александр Евграфович

## Увековечение памяти

Мемориальная доска пензенцам — участникам Первой мировой войны на здании Института военного обучения ПГУ в Пензе, в котором в 1910—1914 гг. размещались воинские подразделения 45-й пехотной дивизии

В год 100-летия начала Первой мировой войны, 15 декабря 2014 года в г. Пензе, на здании Института военного обучения Пензенского государственного университета (перекрёсток ул. Маршала Крылова и ул. Чкалова) была торжественно открыта Мемориальная доска пензенцам — участникам Первой мировой войны в основу которой положена судьба 45-й пехотной дивизии, воинские подразделения которой с 1910 по 1914 годы размещались в Пензенской губернии в данном здании.
В центральной части мемориальной доски располагается основной текст, выполненный рельефным шрифтом:
В этом здании

С 1910 ПО 1914 ГОДЫ

размещались воинские

подразделения

45 Пехотной дивизии

Русской императорской

армии,

которые в июле—августе 1914 года

были направлены

на Юго-Западный фронт

Первой мировой

войны

и героический сражались

с германо-австрийскими войсками

в ходе Галицкой битвы,

Варшавско-Ивангородской

операции,

Горлицкого прорыва,

Виленского сражения

и Нарочского наступления
Надпись увенчана рельефным изображением Георгиевского креста с одноимённой лентой на фоне изображения лавровой ветви. Данная орнаментная композиция символизирует героизм пензенских воинов, 13 из которых стали полными кавалерами Георгиевского креста и ещё тринадцать были удостоены трёх Георгиевских крестов за мужество и отвагу в сражениях Первой мировой войны.
По сторонам центральной части мемориальной доски расположены рельефы шести солдат в военной форме времён Первой мировой войны, представляющие собой собирательный образ русского солдата, защищавшего Отечество в те годы.
Нижнюю часть мемориальной доски украшает картуш – художественное изображение свитка с дополнительной надписью, выполненной, как и в основной части доски, рельефным шрифтом:
Часть подразделений дивизии

была сформирована из жителей

Пензенской губернии
Содержание надписи на картуше картуше мемориальной доски подчёркивает вклад Пензенской губернии в обеспечении Русской императорской армии воинскими кадрами. К лету 1917 года 46,7% трудоспособных мужчин Пензенской губернии были призваны на фронт Первой мировой войны. Большая часть из них не вернулась с полей сражений.